# Östra Strö-Skarhults församling
Östra Strö-Skarhults församling var en församling i Lunds stift och i Eslövs kommun. Församlingen uppgick 2006 i Eslövs församling.

## Administrativ historik
Församlingen bildades 2002 genom sammanslagning av Östra Strö och Skarhults församlingar och var därefter till och med 2005 annexförsamling i pastoratet Eslöv, Örtofta och Östra Strö-Skarhult. Församlingen uppgick 2006 i Eslövs församling.

## Kyrkor
- Östra Strö kyrka
- Skarhults kyrka